# Сангро
Сангро — река в области Абруцци в Италии. Длина реки — 122 км. Площадь водосборного бассейна 1605,85 км².
Берёт начало в восточной части центральной Италии на южном склоне горы Монти-Амаре в национальном парке Абруццо, Лацио и Молизе у деревни Пескассероли на высоте 1440 метров над уровнем моря. От истока течёт на юго-восток до городка Барреа, затем у подножия горы Греко поворачивает на северо-восток. Протекает через населённые пункты Колледимеццо и Касабордино. Впадает в Адриатическое море.
Имеет левый приток — реку Авентино.
На реке есть два водохранилища — Барреа и Бомба. В водах Сангро отмечено обитание популяции выдры.